# Martin Gerber
Martin Gerber (* 3. září 1974, Burgdorf, Švýcarsko) je bývalý švýcarský profesionální hokejový brankář, který odehrál několik sezon v NHL. Naposledy nastupoval v sezóně 2016/17 za EHC Kloten v nejvyšší švýcarské lize.

## Hráčská kariéra

### Klubová kariéra
Kariéru začínal v SCL Tigers nejprve v druhé švýcarské hokejové lize, kterému pomohl v 1998 k postupu do nejvyšší švýcarské nejvyšší soutěže. V roce 2001 byl draftován do NHL týmem Mighty Ducks of Anaheim z celkově 232. pozice. Jednu sezónu poté ještě odehrál v Evropě - ve švédské lize za Färjestad BK. V roce 2002 odešel do zámoří. V Anaheimu působil v roli náhradního brankáře, když kryl záda Jean-Sébastienu Giguèrovi a odchytal ve dvou sezónách 54 utkání. V první roce jeho působení se tým dostal do finále bojů o Stanley Cup, kde prohrál s New Jersey Devils. Martin Gerber však v celém play-off odchytal jen 20 minut. V roce 2004 byl vyměněn do Carolina Hurricanes. NHL však zasáhla výluka v sezónu tak odchytal ve svých dřívějších působištích ve Švédsku a rodném Švýcarsku. V ročníku 2005/2006 se v Carolině prosadil na post jedničky a v základní části odchytal 60 utkání, ke konci sezóny a zejména v bojích o Stanley Cup však dostával přednost mladý Cam Ward. Tým nakonec Stanley Cup po finálové bitvě s Edmonton Oilers vybojoval a Gerber se stal jeho druhým švýcarským držitelem (po Davidu Aebischerovi, který zvítězil s Coloradem Avalanche v roce 2001). Po této sezóně, 1. července 2006 podepsal smlouvu s Ottawa Senators jako volný agent. V Ottavě působil necelé tři roky, jeho výkony byly nevyrovnané a střídal funkci prvního gólmana a náhradníka Raye Emeryho.
V sezóně 2006/2007 se s týmem však opět probojoval až do finále Stanley Cupu, potřetí během pěti let a již se třetím klubem. Po nepříliš úspěšné sezóně 2008/2009, jejíž část strávil i v AHL zamířil do Kontinentální hokejové lize a rok hrál za Atlant Mytišči. Tam nahradil svého předchozího spoluhráče z Ottawy Raye Emeryho. V Rusku utrpěl při srážce s protihráčem zranění krku, prvotní podezření na zlomeninu krčního obratel se naštěstí nepotvrdilo 
Před sezónou NHL 2010/2011 podepsal jednoletý kontrakt s Edmonton Oilers, začal na farmě ve Oklahoma City Barons, do prvního týmu se vrátil po zranění jedničky Nikolaje Chabibulina.

### Reprezentační kariéra
Švýcarsko reprezentoval na osmi turnajích mistrovství světa a dvou olympiádách. Památný zápas odehrál na olympiádě v roce 2006 proti hvězdami nabité Kanadě, když 49 úspěšnými zákroky vychytal Švýcarsku senzační výhru 2:0. Medaili z vrcholné akce prozatím nezískal, nejblíže jí byli Švýcaři na mistrovství světa 2010, kdy těsně podlehli ve čtvrtfinále domácímu Německu 0:1.

## Statistiky

### Statistiky v základní části
| 2001-02            | Färjestad BK            | Elitserien         | 44  | 1.96 | 92,2 |     |    | 87  | 1031 | 4  | 2663   |
| 2002-03            | Mighty Ducks of Anaheim | NHL                | 22  | 1.95 | 92,9 | 6   | 11 | 39  | 509  | 1  | 1203   |
| 2002-03            | Cincinnati Mighty Ducks | AHL                | 1   | 2.00 | 95,1 | 1   | 0  | 2   | 39   | 0  | 60     |
| 2003-04            | Mighty Ducks of Anaheim | NHL                | 32  | 2.26 | 91,8 | 11  | 12 | 64  | 721  | 2  | 1698   |
| 2004-05            | Färjestad BK            | Elitserien         | 30  | 1.90 | 92,9 |     |    | 58  | 762  | 4  | 1827   |
| 2005-06            | Carolina Hurricanes     | NHL                | 60  | 2.78 | 90,6 | 38  | 14 | 162 | 1557 | 3  | 3493   |
| 2006-07            | Ottawa Senators         | NHL                | 29  | 2.78 | 90,6 | 15  | 9  | 74  | 710  | 1  | 1599   |
| 2007-08            | Ottawa Senators         | NHL                | 57  | 2.72 | 91,0 | 30  | 18 | 145 | 1474 | 2  | 3197   |
| 2008-09            | Ottawa Senators         | NHL                | 14  | 2.86 | 89,9 | 4   | 9  | 40  | 357  | 1  | 838    |
| 2008-09            | Binghamton Senators     | AHL                | 14  | 2.91 | 91,0 | 6   | 7  | 38  | 384  | 1  | 783    |
| 2008-09            | Toronto Maple Leafs     | NHL                | 12  | 3.23 | 90,5 | 6   | 5  | 38  | 364  | 0  | 705    |
| 2009-10            | Atlant Mytišči          | KHL                | 30  | 2.19 | 91,4 | 15  | 6  | 64  | 683  | 2  | 1750   |
| 2010-11            | Edmonton Oilers         | NHL                | 3   | 1.30 | 95,8 | 3   | 0  | 4   | 91   | 0  | 185    |
| 2010-11            | Oklahoma City Barons    | AHL                | 42  | 2.60 | 91,1 | 20  | 16 | 107 | 1100 | 4  | 2472   |
| 2011-12            | Växjö Lakers HC         | Elitserien         | 42  | 2.18 | 92,8 |     |    | 88  | 1136 | 4  | 2417   |
| 2012-13            | Rögle BK                | Elitserien         | 43  | 2.83 | 91,7 | 11  | 31 | 116 | 1275 | 1  | 2457   |
| NHL celkově        | NHL celkově             | NHL celkově        | 229 | 2.63 | 91,1 | 113 | 78 | 566 | 5783 | 10 | 12 918 |
| AHL celkově        | AHL celkově             | AHL celkově        | 57  | 2.66 | 91,2 | 27  | 23 | 147 | 1523 | 5  | 3315   |
| Elitserien celkově | Elitserien celkově      | Elitserien celkově | 159 | 2.24 | 92,3 | 11  | 31 | 349 | 4204 | 13 | 9364   |
| KHL celkově        | KHL celkově             | KHL celkově        | 30  | 2.19 | 91,4 | 15  | 6  | 64  | 683  | 2  | 1750   |

### Statistiky v play off
| 2001-02            | Färjestad BK            | Elitserien         | 10 | 1.64 | 94,1 |   |   | 18 | 287 | 2 | 657  |
| 2002-03            | Mighty Ducks of Anaheim | NHL                | 2  | 3.00 | 83,3 | 0 | 0 | 1  | 5   | 0 | 20   |
| 2004-05            | Färjestad BK            | Elitserien         | 15 | 2.40 | 92,5 |   |   | 36 | 446 | 1 | 900  |
| 2005-06            | Carolina Hurricanes     | NHL                | 6  | 3.53 | 85,6 | 1 | 1 | 13 | 77  | 1 | 221  |
| 2007-08            | Ottawa Senators         | NHL                | 4  | 3.53 | 91,2 | 0 | 4 | 14 | 145 | 0 | 238  |
| 2010-11            | Oklahoma City Barons    | AHL                | 6  | 1.79 | 93,1 | 2 | 3 | 10 | 135 | 1 | 335  |
| NHL celkově        | NHL celkově             | NHL celkově        | 12 | 3.51 | 89,0 | 1 | 5 | 28 | 227 | 1 | 479  |
| AHL celkově        | AHL celkově             | AHL celkově        | 6  | 1.79 | 93,1 | 2 | 3 | 10 | 135 | 1 | 335  |
| Elitserien celkově | Elitserien celkově      | Elitserien celkově | 25 | 2.08 | 93,1 |   |   | 54 | 733 | 3 | 1557 |

### Mezinárodní
| Rok                           | Tým                           | Turnaj                        | U  | V  | P  | R | Min  | Inkas. góly | SA   | SO | Gól průměr | % úspěšn. |
| ----------------------------- | ----------------------------- | ----------------------------- | -- | -- | -- | - | ---- | ----------- | ---- | -- | ---------- | --------- |
| 2000                          | Švýcarsko                     | MS 2000                       | 2  | 1  | 1  | 0 | 120  | 7           | 55   | 0  | 3.50       | .873      |
| 2001                          | Švýcarsko                     | MS 2001                       | 6  | 2  | 4  | 0 | 358  | 16          | 198  | 0  | 2.68       | .919      |
| 2002                          | Švýcarsko                     | ZOH 2002                      | 3  | 1  | 1  | 0 | 158  | 4           | 95   | 0  | 1.52       | .958      |
| 2002                          | Švýcarsko                     | MS 2002                       | 4  | 1  | 3  | 0 | 240  | 12          | 113  | 0  | 3.00       | .894      |
| 2004                          | Švýcarsko                     | MS 2004                       | 6  | 2  | 2  | 2 | 358  | 11          | 161  | 2  | 1.84       | .932      |
| 2005                          | Švýcarsko                     | MS 2005                       | 6  | 3  | 3  | 0 | 359  | 10          | 186  | 1  | 1.67       | .946      |
| 2006                          | Švýcarsko                     | ZOH 2006                      | 3  | 1  | 2  | 0 | 160  | 11          | 100  | 1  | 4.13       | .890      |
| 2008                          | Švýcarsko                     | MS 2008                       | 5  | 3  | 2  | 0 | 267  | 14          | 116  | 0  | 3.15       | .879      |
| 2009                          | Švýcarsko                     | MS 2009                       | 6  | 3  | 3  | 0 | 364  | 14          | 134  | 1  | 2.31       | .896      |
| 2010                          | Švýcarsko                     | MS 2010                       | 5  | 3  | 2  | 0 | 298  | 7           | 109  | 1  | 1.41       | .936      |
| Seniorská reprezentace celkem | Seniorská reprezentace celkem | Seniorská reprezentace celkem | 46 | 20 | 24 | 2 | 2682 | 106         | 1267 | 6  | 2.37       | .916      |